# 카를라 페테르손
카를라 페테르손(Carla Peterson, 1974년 4월 6일 ~ )은 아르헨티나의 배우이다.

## 출연 작품
- 부에노스 아이레스에서 사랑에 빠질 확률 - 마르셀라 역
- 친구의 아내를 탐하다2
- 썬스트록스
- 인서프러블
- 마마 세 퓨 데 비아헤